# Вельополє
Вельополє або Вельопольє (словац. Veľopolie) — село в Словаччині, Гуменському окрузі Пряшівського краю. Розташоване в східній частині Словаччини в південній частині Низьких Бескидів в долині Лабірця. Протікає річка Любішка.
Уперше згадується у 1620 році.
У селі є римо-католицький костел з 1701 року в стилі бароко—класицизму, у 1775 році перебудований.

## Населення
| Рік:            | 1994. | 2004.   | 2014.    | 2024.   |
| --------------- | ----- | ------- | -------- | ------- |
| Кількість осіб: | 311   | 321     | 363      | 377     |
| Різниця:        |       | +3,21 % | +13,08 % | +3,85 % |

| Рік:            | 2023. | 2024.   |
| --------------- | ----- | ------- |
| Кількість осіб: | 374   | 377     |
| Різниця:        |       | +0,80 % |

У селі проживало 351 особа (31.12.2011).
Національний склад населення (за даними останнього перепису населення — 2001 року):
- словаки — 100,0 %.

Склад населення за приналежністю до релігії станом на 2001 рік:
- римо-католики — 97,80 %,
- греко-католики — 1,57 %,
- не вважають себе вірянами або не належать до жодної вищезгаданої конфесії — 0,62 %.